# John M. Butler
John M. Butler (Baltimore, 1897. július 21. – Rocky Mount, 1978. március 14.) az Amerikai Egyesült Államok szenátora (Maryland, 1951–1963).